# عصام الزعيم
عصام الزعيم (1940 - 14 ديسمبر 2007) كان اقتصادي سوري ووزير سابق للصناعة. كما شغل منصب وزير تخطيط الدولة.

## المسيرة المهنية
كان الزعيم باحثا في المركز الوطني الفرنسي للبحث العلمي. ثم شغل زعيم منصب وزير الدولة للتخطيط. تم تعيينه وزيرا للصناعة في الحكومة برئاسة رئيس الوزراء آنذاك محمد مصطفى ميرو في 13 ديسمبر 2001. انتهت فترة ولايته في عام 2003 عندما استقالت الحكومة.

### الجدل
استولت السلطات السورية على أصول الزعيم وزوجته في عام 2003 كجزء من التحقيق في سوء استخدام الأموال العامة من قبل الزوجين. تم تبرئته هو وزوجته من جميع التهم بعد بضعة أشهر.

## الوفاة
توفي الزعيم بنوبة قلبية في سن 67 عاما ودفن في حلب. خلف زوجة وابن.